# Concierto para oboe (Vaughan Williams)

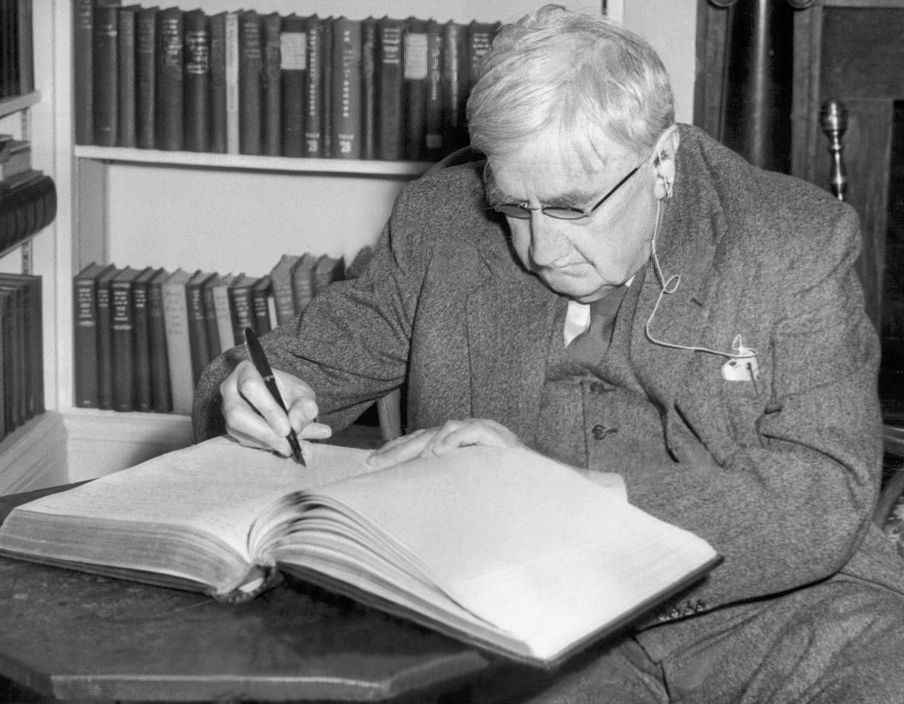
El compositor Ralph Vaughan Williams,1954.

Ralph Vaughan Williams escribió su Concierto en la menor para oboe y cuerdas entre 1943 y 1944 para el solista Léon Goossens. Esta pieza pastoral está dividida en tres movimientos:
1. Rondo Pastorale (Allegro moderato)
2. Minuet y Musette (Allegro moderato)
3. Scherzo (Presto-doppio piu lento - lento - presto)

La obra iba a ser estrenada en el concierto de los Proms, pero debido a la amenaza de un asalto de misiles V-1 en Londres fue interpretada por primera vez en Liverpool.